# Squalius ghigii
Squalius ghigii là một loài cá vây tia trong họ Cyprinidae.
Nó chỉ được tìm thấy ở Hy Lạp.
Các môi trường sống tự nhiên của chúng là sông, sông có nước theo mùa, đầm nước ngọt, suối nước ngọt, và khu vực trữ nước.
Nó bị đe dọa do mất môi trường sống.